# Àlvar IX del Congo
Álvaro IX Mpanzu a Ntivila va ser governant del regne del Congo durant la Guerra Civil del Congo. Va governar de juny de 1669 a 1670.
Va ser el primer membre de la kanda Kimpanzu en ser rei des d'Afonso II a principis de la guerra civil. Afonso II havia estat obligat a abandonar el tron per la kanda de Kinlaza, i havia establert la base de força de Kimpanzu al muntanyenc Nkondo. Soyo va intervenir novament invadint el Congo per invasió el 1669 i va destituir el rei Kinlaza Pedro III qui no gaudia de les simpaties de Soyo. Va fugir a Lemba per continuar el seu regnat i lluitar contra els Kimpanzu.
La casa governant de Soyo, els Da Silva, estava decidida a substituir el rei per un Kimpanzu, ja que esperaven que seria més fàcil de controlar, tenint en compte l'aliança entre Soyo i la casa. No obstant això, fins i tot entre els nobles Kimpanzu es començaven a ressentir de la intervenció de Soyo en els assumptes del Congo. En 1670 Álvaro IX va ser enderrocat per Rafael I del Congo qui el va precedir com un rei més anti-Soyo, i que va acabar amb la intervenció de Soyo en el regne.